# Adele Marion Fielde
Adele Marion Fielde (1839 — 1916) foi uma missionária baptista norte-americana na China, escritora e activista social, que se distinguiu no movimento sufragista e de conqueista de direitos cívicos para as mulheres.

## Obras
- Pagoda Shadows
- A Corner of Cathay
- Chinese Marriage Customs, 1888
- Artificial Mixed Nests of Ants, 1903
- Three Odd Incidents in Ant Life